# Matteo Della Bordella
Matteo Della Bordella (Varese, 4 luglio 1984) è un alpinista e arrampicatore italiano.

## Biografia
Ha avuto le prime esperienze in montagna a dodici anni con il padre, che lo accompagnava nelle prime uscite. Per i primi sei anni si è dedicato soprattutto alle vie classiche di media difficoltà. Nel 2003 ha ripetuto varie vie classiche di VI grado sulle Alpi, tra cui la Philipp-Flamm sul monte Civetta, la Vinatzer-Messner in Marmolada, la Cassin sul Pizzo Badile e la Bonatti-Ghigo sul Grand Capucin. Nel 2005 ha salito a vista la via Attraverso il Pesce sulla Marmolada, nel giorno del suo compleanno e accompagnato dal padre. Nello stesso anno ha aperto in Wendenstöcke Portami Via in compagnia di Fabio Palma, ripetuta soltanto da Ueli Steck, Simon Anthamatten e Tommy Caldwell.
Dal 2006 è diventato membro dei Ragni di Lecco e due anni dopo del Club Alpino Accademico Italiano (CAAI). Nel 2008 e 2009 ha vinto il Premio Cassin per la categoria alpinismo: nel 2008 per la via Coelophysis aperta con Fabio Palma in Wendenstöcke, e nel 2009 per la spedizione in Groenlandia. Ha viaggiato in vari paesi tra cui Inghilterra, Spagna, Svizzera, Stati Uniti e Patagonia e aperto vie nuove in Groenlandia, Messico, Wendenstöcke, Svizzera, Terra di Baffin, Pakistan.
Nel 2015 ha vinto il premio Grignetta d'oro, conferito al miglior alpinista italiano sulla base dell'attività svolta nei due anni precedenti e della sua visione dell'alpinismo.
È laureato in Ingegneria gestionale, e dottorando, presso l'Università Carlo Cattaneo di Castellanza.
Il 28 marzo 2018 viene eletto nuovo Presidente dei Ragni di Lecco  presso la sede del CAI locale.
Nel 2019 pubblica il suo primo libro La via meno battuta edito da Rizzoli.

### Torre Egger
Nel 2011 decide di tentare l'inviolata parete ovest della Torre Egger, in Patagonia, insieme all'altro Ragno di Lecco Matteo Bernasconi. Il primo giorno arrivano oltre il punto più alto raggiunto anni prima da Ermanno Salvaterra, ma successivamente la cordata è costretta a dodici giorni di attesa in una truna di ghiaccio, fino alla decisione di tornare l'anno dopo. Nel 2012 i due arrivano a soli 25 metri dall'uscita della via, fino a quel momento di 960 metri, dopo molteplici rischi ed avventure, ma proprio una caduta di Della Bordella li lascia sospesi nel vuoto ad un solo piccolo friend, e non se la sentono di riprovare. Nell'estate del 2012 Della Bordella compie altre ripetizioni di rilievo internazionale, e in ottobre si reca negli Stati Uniti, in Yosemite, dove sale in libera la via Freerider, dei fratelli Huber.
A novembre decide allora di ritornare sulla parete ovest della Torre Egger, insieme a Matteo Bernasconi e al giovane Luca Schiera, di 22 anni. I tre arrivano a El Chaltén a fine gennaio, compiono una veloce ripetizione sulla Torre Standhart, ma poi per settimane attendono invano i tre giorni necessari di bel tempo. Il 25 febbraio Bernasconi è costretto a tornare, mentre Della Bordella e Schiera si recano alla base della Torre Egger e attendono per sette giorni l'arrivo di una finestra meteo favorevole. Domenica 3 marzo Della Bordella manda un sms dal telefono satellitare comunicando la riuscita della storica impresa.

### Torre di Uli Biaho
Nel 2013, dopo il successo della Torre Egger, compie una nuova spedizione in Pakistan, con l'obiettivo di aprire una via sulla granitica Torre di Uli Biaho (6.109 m), nel gruppo di Trango. Il 17 giugno parte per il Pakistan con Luca Schiera, David Bacci, Silvan Schupbach, Saro Costa ed Arianna Colliard. Dopo una prima fase di acclimatamento e un primo tentativo esplorativo il 19 luglio parte dal campo base con i compagni Luca Schiera e Silvan Schupbach per tentare la vetta. Dopo aver bivaccato a circa 6.000 metri, il trio raggiunge la cima il 21 luglio. La parete di 500 metri è stata superata con 17 tiri, tutti in arrampicata libera fino al 6b+ ad eccezione di venti metri bagnati saliti in artificiale.

### Fitz Roy
Nel Febbraio 2014 torna in Patagonia e con l'altro Ragno Luca Schiera e lo svizzero Silvan Schupbach effettua la prima combinazione dell'Aguja de la Silla, spigolo Est, con il Cerro Fitz Roy, via Californiana, per un totale di oltre 1800 metri di salita, di cui circa 500 di via nuova, effettuati in 4 giorni con tre bivacchi. Il nuovo concatenamento è stato chiamato "California sit start". Nel febbraio 2015, sempre insieme a Luca e Silvan ripete il pilastro Casarotto, aprendo una nuova e importante variante che lo supera in modo diretto, chiamata "Amaro vecchia romana". Nel Gennaio 2016, insieme a David Bacci, riesce nella prima ripetizione, e in stile alpino con arrampicata libera fino al 7b+, dell'impressionante via dei Ragni sulla parete Est del Fitz Roy, conclusa nel 1976 da Casimiro Ferrari e Vittorio Meles. Ben 40 tiri, oltre 1300 metri, superati in due giorni e due bivacchi. 

### Groenlandia
Tra le sue spedizioni spicca per le modalità in cui è stata realizzata proprio quella della Groenlandia compiuta nell'estate 2014. Matteo Della Bordella ed i compagni Svizzeri Silvan Schupbach e Christian Ledergerber sono partiti con i kayak da Ittoqqortoormiit, l'ultimo villaggio abitato sulla costa Est della Groenlandia, quindi dopo aver percorso più di 200 km in kayak, hanno coperto i restanti 25 km che li separavano dalla parete che volevano scalare a piedi ed il giorno successivo hanno attaccato la via. In 3 giorni hanno superato per primi l'impressionante parete Nord-Est dello Shark tooth, un muro di roccia di 900 metri verticali o strapiombanti, mai scalato prima. I 3 hanno effettuato la salita in completa arrampicata libera, a vista e senza lasciare nessun tipo di materiale in parete. Successivamente il gruppo dopo aver effettuato altre due salite è rientrato con i kayak al paese di partenza per un totale di 32 giorni di spedizione "by fair means" in completa autonomia.

### Bhagirathi IV
Nel 2015 tenta, questa volta in India, la parete ovest del Bhagirathi IV (6193m, Garhwal, Himalaya indiano), con gli altri due Ragni di Lecco Luca Schiera e Matteo De Zaiacomo. La parete è enorme e nessuno era mai arrivato oltre i 4 tiri per la sua pericolosità, (ci avevano provato anche Silvo Karo e Frank Knez) ma i tre giovani alpinisti salgono a vista e in stile alpino fino al 7b in arrampicata libera, dovendosi arrestare a cento metri dalla cima per un'ultima fascia di scisto marcia e non scalabile. 
Gli stessi tre decidono di tornare nel 2019 con lo stesso obiettivo di salire l'inviolata Ovest del Bhagirathi IV. Dopo aver assistito a due enormi scariche di sassi proprio sulla linea di salita ipotizzata ed aver tentato senza successo una linea troppo difficile, pensano già ad un'ennesima rinuncia, quando proprio negli ultimi giorni di tempo a disposizione, invece decidono per un ultimo tentativo in velocità. Sarà il tentativo decisivo: quello che porterà Della Bordella, Schiera e De Zaiacomo ad una storica prima salita di questa parete; la loro via "Cavalli bardati" è lunga 800 metri, con difficoltà fino al 7b e viene aperta nello straordinario tempo di 20 ore di arrampicata.

### Baffin
Nell'estate 2016 Della Bordella si unisce agli altri due ragni di Lecco Luca Schiera e Matteo De Zaiacomo e a Nicolas Favresse e Sean Villanueva. Percorrono 250 km con gli sci, in 7 giorni completamente isolati, e tornano con il kayak, in otto giorni. In mezzo, 45 giorni nella Stewart Valley. "Così il 23 giugno siamo partiti alla volta del Great Sail Peak, con nei nostri zaini tutto l’occorrente per stare 12 giorni in parete e il sogno di essere i primi a scalare questo immenso muro in arrampicata libera. Le giornate di scalata sono passate lentamente ed alcuni tiri hanno richiesto diverse ore di studio e più tentativi per essere saliti in libera ..."  Aprono vie fino al 7c in libera e tutte con protezioni naturali, intorno ai 1000 metri di sviluppo. 

### Murallon
Nel 2017 insieme a Matteo Bernasconi e David Bacci supera l'inviolata parete est del Cerro Murallon, la più remota e isolata Muraglia della Patagonia.  L’alpinismo e l’avventura dell’apertura di 'El Valor del Miedo’ (1000m, 90°, M6+, A2), via di ghiaccio e misto, è stata una salita effettuata in un giorno e mezzo ed in puro stile alpino. Non hanno lasciato materiale in parete.

### Cerro Torre
Nel 2022 (25 - 27 gennaio), in cordata con Matteo De Zaiacomo e David Bacci, ha aperto in stile alpino la nuova via "Brothers in arms" (1200 m - 7a, A2, 90°). Durante la stessa spedizione, ha perso la vita l'alpinista Corrado "Korra" Pesce.

## Vie lunghe e alpinistiche

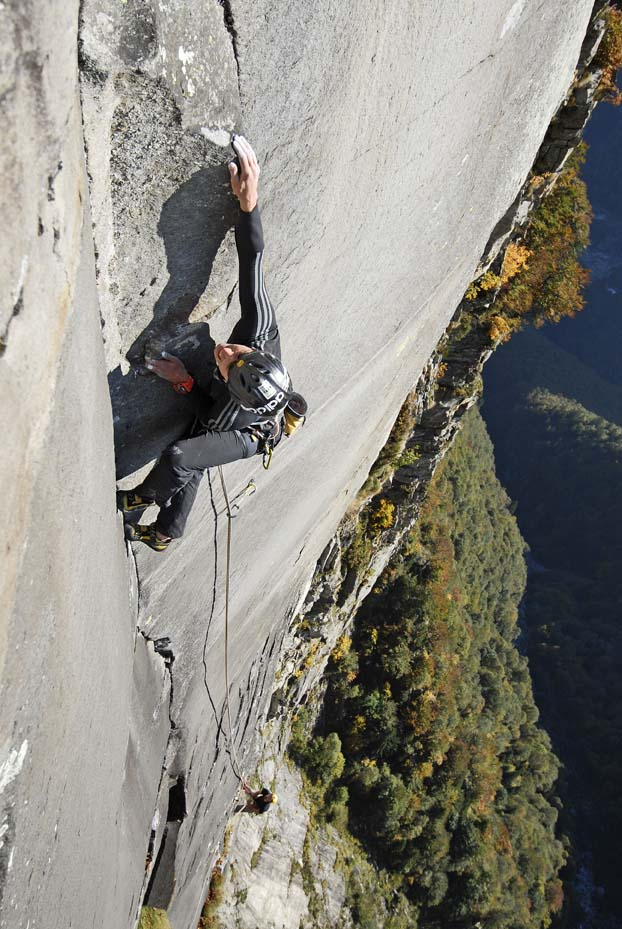
Matteo Della Bordella sulla via Non è un paese per vecchi, parete di Linescio, Canton Ticino.

Nel seguente elenco sono riportate le principali vie lunghe d'arrampicata e alpinistiche salite da Matteo Della Bordella.

### Prime salite europee
- Polenta con farina degli altri - Wendenstocke/Reissend Nollen - 2018 - Prima salita e prima libera della via, 450 metri 8b max (7b obbl.)[15]
- If - Sasso cavallo/Grigna meridionale - 2013-2015 - Prima salita con Eugenio Pesci e prima libera della via, 350m 8a (7b+ obbl.)[16]
- Sintomi Strani - Bavella/Punta Malanda - aprile 2012 - Prima salita con David Bacci, via di 350 m ancora da liberare.[17]
- Infinite Jest - Wendenstöcke/Mahren - 2008-2011 - Prima salita con Fabio Palma e prima salita libera il 3 settembre 2011, 550 m, 8a+/b max (7b obbl.).[18]
- Il mito della caverna - Ticino/Val Bavona - 2011 - Prima salita con Luca Auguadri, 350 m, 8a max (7c obbl.).[19]
- Non è un paese per vecchi - Ticino/Linescio - 2010 - Prima salita con Luca Auguadri, 420 m, 7c+ max (7c obbl.).[20]
- Coelophysis - Wendenstöcke/Mahren - 2006-2008 - Prima salita con Fabio Palma, 670 m, 8a+ max.[21]
- Oltreconfine - Sardegna/Monte Ginnircu - 2006-2007 - Prima salita con Fabio Palma e Domenico Soldarini, 350 m, 7c max.[22]
- E non la vogliono capire - Sardegna/Supramonte - 2006 - Prima salita con Fabio Palma e Domenico Soldarini, 400 m, 7b+ max.[23]
- Portami via - Wendenstöcke/Pilastro della Strada del sole - agosto-settembre 2005 - Prima salita con Fabio Palma e Domenico Soldarini, 270 m, 7c+ max. La prima salita in libera è realizzata da Ueli Steck e Simon Anthamatten lo stesso anno.[24]

### Ripetizioni
Delle centinaia di vie ripetute ricordiamo
- Divine Providence - Monte Bianco - 2015 - 7c max, in libera a vista in giornata[25]
- Alpenliebe - Tre cime di Lavaredo - 2015 - 7b+ max, in libera a vista in giornata
- Les Intouchables e Fessura Bassanini - Trident du Tacul - 2015 - in libera a vista in giornata
- Via delle porte inferiori - Poncione d'Alnasca - 2015 - 8a+ max, 600m, terza salita in libera
- FreeRider - Yosemite, California - 19 ottobre 2012 - in libera
- Ibicus - Wendenstöcke - 28 agosto 2012 - Prima salita in libera, 8b max (6c obbl.).[26]
- AlexAnna - Marmolada - agosto 2012 - Seconda salita in libera della via dopo Rolando Larcher, 8a+ max (7a+ obbl.).[27]
- Baston la Baffe - Scheideggwetterhorn - agosto 2012 - Terza salita, 7c max (7a obbl.), 1000 m, 35 tiri.[28]
- Letzte Ausfhart Titlis - Titlis - 26 luglio 2012 - Via di Stefan Glowacz del 2004, 8a+ (7b obbl.), terza salita in libera.[29]
- Velocità Limitata - Rätikon - 9 luglio 2012 - Seconda salita in libera, 8a max (7b+ obbl.).[30]
- Super Cirill - Ticino/Val Bavona - 29 ottobre 2011 - 8a+ max, in libera, trad a friends e nuts[31]
- Ritorni Notturni - Ticino/Val Verzasca - 2011 - Seconda salita in libera della via dopo Giovanni Quirici, 8a+ max (7b obbl.).[32]
- Cleopatra - Wendenstöcke - 11 agosto 2011 - Seconda salita in libera con Nicola Vonarburg, 8a max (7a obbl.).[33]
- Elefantenohr - Wendenstöcke - 2011 - 7c+ max (7a obbl.).
- Magic Mushroom - Eiger - 2011 - 7c+ max (7a obbl.).
- 2 spit alla fine - Cime d'Auta - 28 agosto 2010 - Seconda salita con Luca Auguadri della via aperta da Maurizio Zanolla, 350 m, 8a+ max (7c obbl.).[34]
- Nel dubbio sali - Ticino-Val Bavona - 2010 - Prima salita in libera, 300 m, 8a max.[35]
- Spirit - Cime d'Auta - 11 settembre 2010 - Salita a vista,  400 m, 7c+ max.[36]
- Bikini Zone - Alpstein/Moor - 2010 - 400 m, 7c+ max. In libera
- Mares - Aiguille della Brenva/Bianco - 2010 - 400 m, 7c max. In libera
- Die Herbstzeitlose: - Signal/Svizzera - 2010 - 400 m, 7c max. In libera
- Via Gervasutti - Grandes Jorasses - 2009 - 550 m, 6c+/A1.
- Virus - Wendenstöcke - 2009 - 7b+ max.
- Dingo - Wendenstöcke - 2008 - 7c max.
- Batman - Wendenstöcke - 2008 - 7b+ max.
- Les yeux dans le bleu - Paroi d'Anterne - 2008 - 7c max.
- Fram - Marmolada - 2007 - 7b+ max.
- Letzer Mohikaner - Wendenstöcke - 2007 - 7c max.
- Eliana - Monte Civetta - 2007 - Salita a vista, 7a+ max
- Rockmantic - Wendenstöcke - 2006 - 7b+ max.
- Attraverso il Pesce - Marmolada - 2005 - Salita a vista in giornata tutta da capocordata, 7b+ max.
- Blaue Lagune - Wendenstöcke - 2005 - Salita a vista, 7b+ max.
- Specchio di Sara - Marmolada - 2005 - 7c max.
- Acacia - Rätikon - 2005, poi ripetuta in libera in giornata nel 2012- 7c+ max.
- New age - Rätikon - 2005 - 8a+ max.

## Spedizioni extraeuropee
- Die Another Day - Patagonia - 2011-2013 - Apertura di via nuova sull'inviolata parete ovest della Torre Egger.[6][7]
- Uli Biaho -Pakistan -2013 - Apertura di via nuova sull'inviolata parete ovest
- Fitz Roy -Argentina -2014 - Apertura di via nuova concatenando Fitz Roy a Silla, 2000m in totale, 500m di via nuova
- Fitz Roy -Argentina -2016 - Prima ripetizione della via dei ragni, che aspettava da 40 anni la riipetizione, in libera fino al 7b+
- Baffin -Canada -2016 - Aperture di due vie nuove, in stile alpino e fino al 7c, senza spit e senza lasciare materiale in parete
- Murallon -Argentina -2017 - Apertura di via nuova sulla inviolata parete Est
- Fiducia al Sentiero - Messico - 2009-2010 - Apertura e salita in libera a tiri alterni con Alessandro Baù, 500 m, 7b+ max (7a obb).[37]
- Ingirumimusnocte - Groenlandia orientale/FoxJaw Cirque of Greenland - 2009 - Apertura completamente da capocordata e prima salita in libera, 400 m, 7b+ max, 6c+/7a obbl.[38]
- Emozione Polare - Groenlandia - 2009 - Apertura a tiri alternati, 650 m, 7a max, spit solo alle soste.[38]
- Forum - Groenlandia, Siren Tower - 2021- Apertura in stile big wall con Silvan Schüpbach e Symon Welfringer (840m, 7c).[39]
- Alien Face, Pakistan-2023- nuova via sul Baintha Kabata con Silvan Schüpbach e Symon Welfringer (1000m, 7a/M5).[40]
- Odissea Boralis, Groenlandia -2024- nuova via sull'inviolata parete nordovest del Droneren (1200m, 7b).[41]

## Falesia
Ha scalato fino all'8b+ lavorato e al 7c+ a vista.

### Lavorato
- 8b+/5.14a: 
  - Sanso Libertè - Pic Adolphe Rey Monte Bianco, prima ripetizione Agosto 2018[42]
  - 120% - Gressoney - Luglio 2017
  - After Birthday party - Russo (CH) - 27 novembre 2011[43]
  - Bella vita per Joy - Ponte Brolla (CH) - 10 aprile 2010[44]

### Trad
- Greenspit- Valle dell'Orco - 2019 - Via di Didier Berthod, prima salita italiana, 8b[45]
- A denti stretti - Balmanolesca - 2016 - 8b+
- Gaia - Peak District/Black Rocks (GB) - 2011 - Via di Johnny Dawes del 1986, E8 6c.[46]
- Master's Edge - Peak District/Millstone (GB) - 2011 - Via di Ron Fawcet del 1983, E7 6c.
- The doors - Cadarese (I) - 2011 - prima salita italiana di un 8b trad mettendosi le protezioni

## Riconoscimenti
- Premio Paolo Consiglio 2018: spedizione al Cerro Riso Patron[47]
- Premio Grignetta d'oro 2015: al miglior alpinista Italiano[48]
- Premio Paolo Consiglio 2014: per la salita alla Torre Egger[49]
- San Nicolò d'oro : Benemerenza civica della città di Lecco 2013.[50]
- Premio Riccardo Cassin 2009: categoria alpinismo per la spedizione in Groenlandia.[3]
- Premio Riccardo Cassin 2008: categoria alpinismo per l'apertura e libera della via Coelophysis.[2]
- Premio Casimiro Ferrari 2007: rilasciato dalla Confartigianato al miglior giovane alpinista lombardo.[51]
- Candidato al premio Grignetta d'oro 2006: per il miglior alpinista italiano.[52]